# 波及効果
波及効果（英語: spillover）とは、一見関係ない現象が別の物事に影響を及ぼす現象の事である。例えば、臭気を発する施設の近隣には負の波及効果が発生し、イベントを行えば周囲も盛り上がる正の波及効果が発生する。
日本の総務省は産業連関表を使用して経済波及効果の概算ができることを説明している。